# Џуба (река)
Џуба или Јуба (Juba или Jubba) је ријека у Африци. Извире у Етиопским планинама и након 1.658 km тока се улива у Индијски океан.
Око њеног ушћа се налази југозападни сомалијски регион Џубаленд (Jubaland), водом најбогатије подручје те државе. При јаким падавинама, Џуба излива из свог корита и плави околна села и пољопривредне површине. Њена највећа притока Шебели (Shebeli), која је у свом доњем току најчешће без воде, у то вријеме постаје већа и дужа од Џубе.
Једна од зараћених страна у Сомалијском грађанском рату Juba Valley Alliance се назива по овој ријеци, односно истоименој долини.